# Jorge Bolet
Jorge Bolet (Havana, 15 de novembro de 1914 – Mountain View, 16 de outubro de 1990) foi um pianista, maestro e professor cubano, naturalizado norte-americano.
Bolet nasceu em Havana e estudou no Instituto Curtis de Filadélfia, tendo depois sido lá professor entre 1939 e 1942. Entre os seus professores encontram-se Leopold Godowsky, Josef Hofmann, David Saperton, Moriz Rosenthal e Fritz Reiner.
Em 1942 Bolet alistou-se no exército dos Estados Unidos e foi enviado para o Japão. Enquanto esteve aí, fez a estreia japonesa de The Mikado. Realizou as suas primeiras gravações para a Remington. Em 1960 compôs a banda sonora do filme "Song without End", sobre Liszt. O seu estilo ao piano foi criticado pelos críticos norte-americanos durante décadas, por estar demasiado concentrado no virtuosismo. Por este motivo só gravou para editoras discográficas de pequena dimensão na década de 1960.
Voltou ao primeiro plano em fevereiro 1974 com um recital memorável no Carnegie Hall. Sucedeu a Rudolf Serkin na liderança do departamento de piano no Instituto Curtis.
Ganhou numerosos prémios internacionais.

## Discografia
O mais importante na herança discográfica de Bolet é a sua série de gravações de obras de Franz Liszt, a partir de 1979 para a Decca. Também registou obras de Chopin, Debussy, César Franck, Shubert, Schumann, Rachmaninov, Tchaikovski, Busoni, Prokofiev, Saint-Saens, Moskowski, Mendelssohn, Beethoven, Lecuona, Granados, Falla, Albeniz, entre outros.